# 阿克扎爾區
53°53′20″N 71°33′47″E / 53.889°N 71.563°E
阿克扎爾區是哈薩克斯坦的行政區，位於該國北部，由北哈薩克斯坦州負責管轄，首府設於塔爾希克，始建於1974年，面積8,040平方公里，2015年人口17,431。